# Tanzfläche

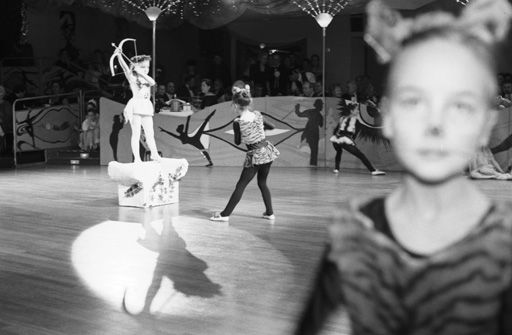
Tanzfläche im Deutschen Theater in München

Die Tanzfläche (oder Tanzboden) ist jener Bereich in einer Lokalität oder im Freien, der zum Tanzen vorgesehen ist. Der Bereich kann durch Markierungen abgegrenzt sein oder durch „stillschweigende Übereinkunft“ einfach entstehen. Wichtig ist für eine Tanzfläche, dass sie eben ist, um zu vermeiden, dass die Tänzer stolpern. Weiter muss sie glatt genug sein, dass von den Tänzern Drehungen ausgeführt werden können. Letztlich muss sie strapazierfähig genug sein, um der durch das Tanzen entstandenen Belastung standhalten zu können.

## Lokalitäten
Bei Festen oder ähnlichen Veranstaltungen wird manchmal eine bühnenähnliche Konstruktion als Tanzfläche aufgebaut. Diese kann erhöht sein und ist mit einem Geländer abgegrenzt. Eine solche Tanzfläche wurde früher einfach aus ungehobelten Brettern gezimmert. Heute werden dafür Kunststoff- oder Metallkonstruktionen verwendet. Manche stark frequentierte Plätze hatten früher auch fixe Tanzböden, die das ganze Jahr über stehen blieben. So wurden in Deutschland auf den Dörfern früher oft Tanzböden unter Linden oder manchmal in Lindenbäume hinein gebaut. Letztere wurden Tanzlinde genannt.
In Diskotheken, Ballsälen und manchmal auch in Gasthäusern ist ein Teil des Saales zum Tanzen reserviert. Dieser Bereich wird von Tischen, Stühlen und anderen Hindernissen freigehalten. Als Bodenbelag können verschiedene Materialien verwendet werden: Parkett, Kunststoff, Glas usw. Besonders in Diskotheken werden oft auch Spezialkonstruktionen eingesetzt, etwa von unten beleuchtete oder verspiegelte Tanzflächen.

## Turniertanz
Für offizielle Tanzsportturniere von Landesmeisterschaften (Deutschland) bzw. Staatsmeisterschaften (Österreich) aufwärts gibt es Vorschriften für die Tanzfläche, die eingehalten werden müssen, um einerseits einen fairen Wettbewerb abhalten zu können und andererseits den Wertungsrichtern eine gute Übersicht zu ermöglichen. Die rechteckigen Tanzflächen müssen in diesem Fall mindestens 210 m² groß sein, wobei die kürzeste Seite mindestens 12 m lang ist. Außerdem ist als Bodenbelag Parkett vorgeschrieben. Für kleinere Turniere sind auch kleinere Tanzflächen mit anderen Belägen zulässig. Die genauen Vorgaben sind von Land zu Land verschieden – in Deutschland sind z. B. auch Kunststoffböden, wie sie häufig in Turn- und Sporthallen vorhanden sind, zulässig.

## Zitat
„Unter dem Tanzboden sitzt der Teufel“ war eine bis Mitte des 20. Jahrhunderts in strengen christlichen Kreisen geläufige Redewendung, um die befürchteten Gefahren sexueller Verführung durch das Tanzen zu verdeutlichen.